# Tessa Khan
Tessa Khan é uma advogada ambiental residente no Reino Unido. Ela é co-fundadora e co-diretora da Climate Litigation Network, que apoia processos judiciais relacionados à mitigação das mudanças climáticas e justiça climática.
Khan argumentou que os governos nacionais lucraram conscientemente com o aumento dos níveis de dióxido de carbono e causaram danos ao meio ambiente.

## Biografia
Tessa Khan está envolvida em campanhas de advocacia e legislação de direitos humanos. Na Tailândia, trabalhou para uma organização sem fins lucrativos de direitos das mulheres. Enquanto estava lá, em 2015, soube de uma decisão do Tribunal de Haia ordenando que a Holanda reduzisse as suas emissões de gases de efeito estufa. Inspirada pelo caso, Khan mudou-se para Londres para se juntar à equipa jurídica da Urgenda Foundation
Khan foi co-fundadora da Climate Litigation Network, com a Urgenda Foundation, para apoiar casos climáticos em todo o mundo. Através desta organização, ajudou grupos ativistas a processar os seus próprios governos. Ele lidou com casos em várias partes do mundo, incluindo Canadá, Holanda, Nova Zelândia, Noruega, Paquistão e Coreia do Sul.
Também apoiou casos na Holanda e na Irlanda que desafiaram com sucesso a adequação dos planos do governo para reduzir as emissões. Em dezembro de 2019, no caso Estado da Holanda vs. Fundação Urgenda, o Supremo Tribunal da Holanda ordenou que o governo do país reduzisse a capacidade das usinas a carvão e supervisionasse cerca de €3 bilhões em investimentos para reduzir as emissões de carbono. A vitória foi descrita pelo The Guardian como "o processo climático de maior sucesso até hoje".
Em agosto de 2020, no que é conhecido como Climate Case Ireland, o Supremo Tribunal da Irlanda decidiu que o seu governo deve fazer um novo plano que seja mais ambicioso para reduzir o carbono. A Irlanda ocupa o terceiro lugar em emissões de gases de efeito de estufa per capita entre os países da União Europeia.
Tessa Khan recebeu o prémio Climate Breakthrough em 2018. A Revista Time incluiu-a na sua lista de 2019 de 15 mulheres que lideram a luta contra as mudanças climáticas.